# چاقچور

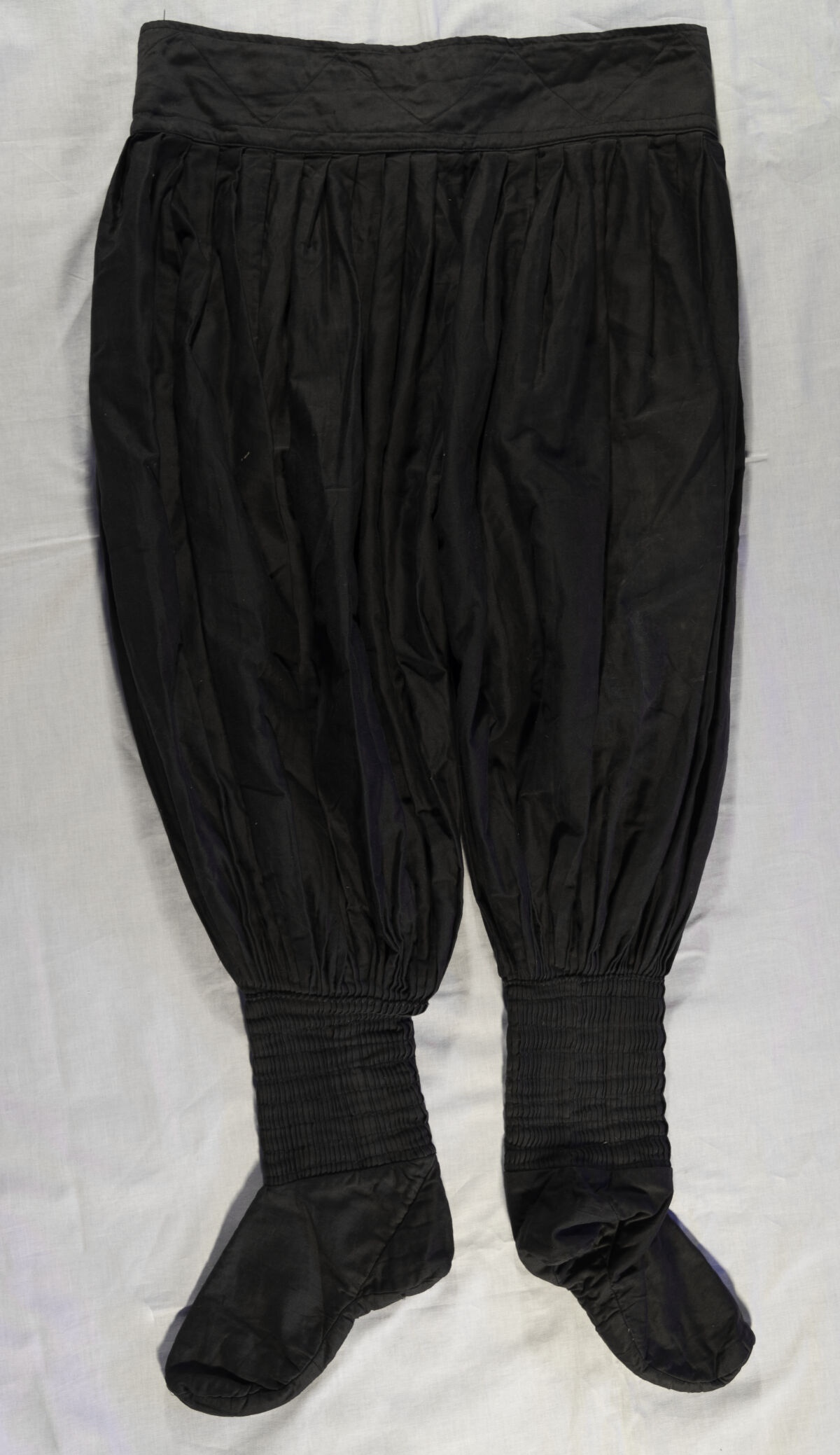
چاقچور

چاقچور یا دولاغ پوشاکی زنانه است که از پنجهٔ پا تا کمر یا تا وسط ساق را می‌پوشاند و در مفصل پا و ساق چین دارد. چاقچور همراه با روبنده و چادر یکی از سه رکن حجاب در ایران دوران قاجار بود.

## انواع
این شلوار را زنان به هنگام بیرون آمدن از خانه و بر روی شلیته و تنبان می‌پوشیدند. شلواری گشاد و آستردار که دم پای آن چین‌دار و تنگ بود. جورابی نیز از جنس پارچه به آن می‌دوختند. بالای ساق آن از طرف داخل پا هر یک شکافی به طول 20 سانتی‌متر داشت و در واقع باز و ندوخته می‌ماند. این شلوار به وسیله لیفه بلند و بندی در زیر شکم بسته می‌شد. وسط دو لنگه آن را به شکل مثلثی باز می‌گذاشتند و برخی نیز آن را از دو لنگه جدا از هم می‌دوختند به طوری که آن را در بالای زانو با دو بند محکم می‌کردند.
جنس چاقچور معمولا کتان یا ابریشم بود. برخی سفرنامه‌نویسان از آن به عنوان چکمه پارچه‌ای یاد کرده‌اند. چون چاقچور بسیار بلند و گشاد بود همه تنبان یا شلیته درون آن جا می‌شد و زن‌ها بسیار مواظب بودند آهار یا برآمدگی تنبان درهم نشکند و در راه رفتن معلوم شود تنبان پنبه‌دار یا فنردار پوشیده‌اند. رنگ آن را بنفش، آبی یا طوسی انتخاب می‌کردند، ولی چاقچور مشکی از همه فاخرتر بود. چاقچور به تناسب مالی افراد از پارچه ابریشمی یا پنبه‌ای دوخته می‌شد. زنان سادات چاقچور سبز می‌پوشیدند. در برخی نقاط ایران هنوز هم چاقچور پوشیده می‌شود.